# Simon Zealotes
Simon Zealotes is een lied geschreven door Andrew Lloyd Webber en Tim Rice.
Zij schreven het voor de musical Jesus Christ Superstar. In die hoedanigheid legden John Gustafson en Ian Gillan (van Deep Purple) het vast in 1970. Dat werd geen hit.
Deze heren werden op de voet gevolgd door Sandra Reemer. Het was wel voorlopig de laatste single van Sandra. Tussen 1970 en 1975 ging al haar aandacht op aan het duo Sandra en Andres. De B-kant Look on op at the bottom was een cover van een lied van Bob Stone en Stu Phillips, gezongen door meidenband The Carrie Nations in de film Beyond the Valley of the Dolls van Russ Meyer ook in 1970.
Simon Zealotes werd ook geen hit voor Sandra.
Sandra Reemer

Al di là · Stille nacht, heilige nacht · 'k Zweef aan m'n ballonnetje · Gloria, gloria · Sluimer zacht · Singapura · Hoe leit dit kindeke · Mijn gitaar · Kopi susu · Als jij maar wacht · Een bos rozen · Heimwee · Mijn concert · Teddy song · Jij vergeet · Since you have gone · (I've got) A love like a rainbow · Simon Zealotes · Love me, honey · The party's over · Trust in me · This is your heartbeat · How little we know · Colorado · Nothing's gonna change · It hurts to be in love · America here I come · Indonesia · Get it on · Rien ne va plus · Fly like an angel · Gold · All out of love · Sleep with me tonight · Laughter in the rain · Goodnight, sweetheart, goodnight · Smoke gets in your eyes · La colegiala · For your love · He was the one · Love is cruel · Domenica · The last goodbye · Mensen zoals jij · Kom naar me toe · Alles wat ik wil · Een boom voor het leven · De mooiste droom is vogelvrij
Sandra en Andres

Storybook children · Somethin' in my heart · For the first time in my life · Reach for the moon · Let us pray together · Love is all around · Those words · Que je t'aime · Mary Madonna · Als het om de liefde gaat · Mama mia · Auntie · Aime-moi · Dzjing boem! · True love · You believed · Oh, nous sommes très amoureux
Dutch Divas

Work that body · From New York to L.A.